# Rodersdorf (Wegeleben)
Rodersdorf ist ein Ortsteil der Stadt Wegeleben im Landkreis Harz in Sachsen-Anhalt.

## Geografie
Durch Rodersdorf führt die Landesstraße 73 und die Bode umfließt den Ort. Südöstlich des Dorfes mündet die Selke in die Bode.

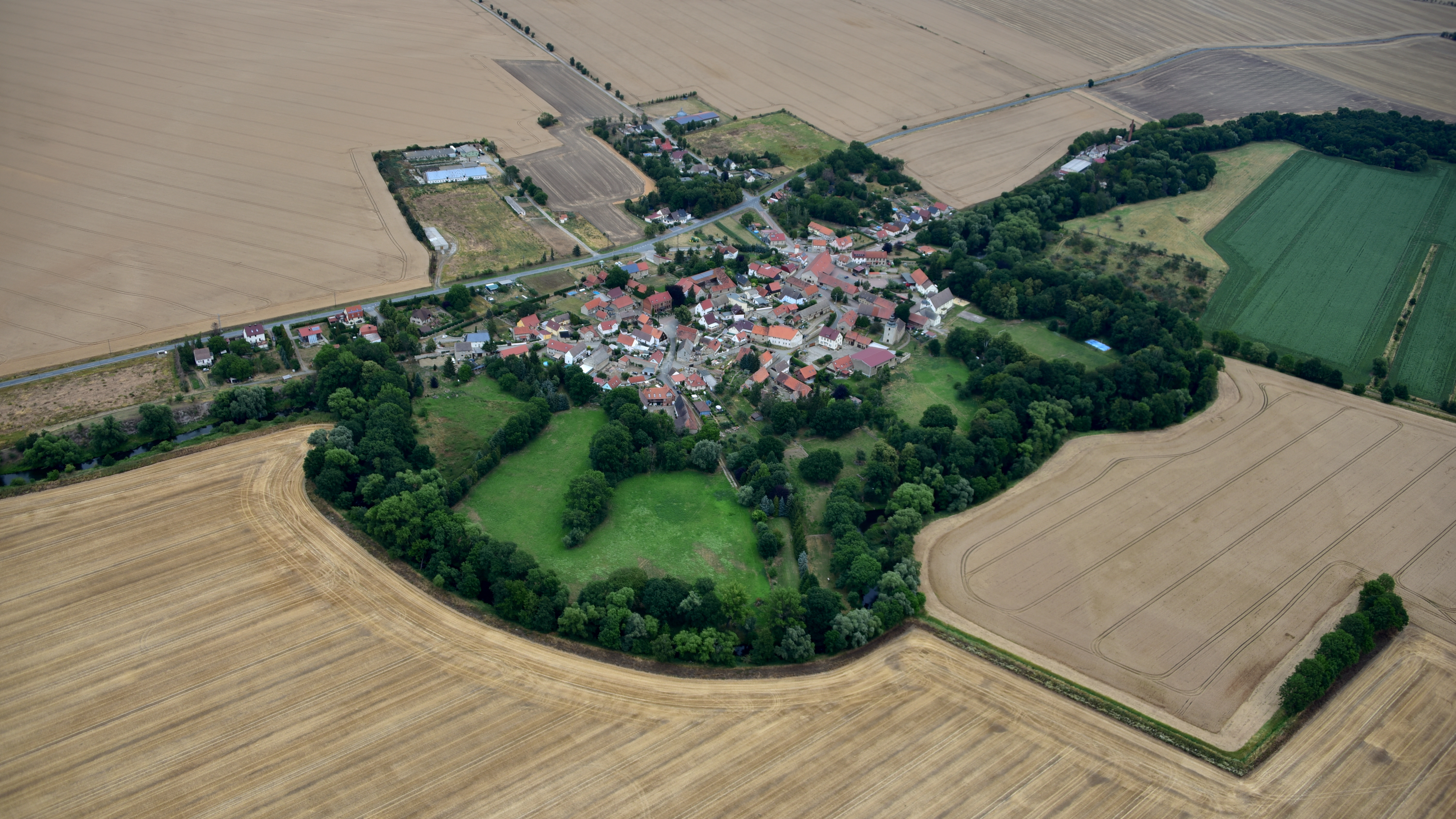
Rodersdorf (Luftaufnahme 2019)

## Geschichte
978 wurde Rodersdorf im Schwabengau in der Grafschaft Ditmars in einer Urkunde des Kaisers Otto II. erstmals genannt.
Die Gemeinde Rodersdorf gehörte zur Verwaltungsgemeinschaft Untere Bode und lag im Landkreis Halberstadt. Durch die Eingemeindung nach Wegeleben am 1. Mai 2001 verlor Rodersdorf seine politische Selbstständigkeit.

## Wappen
Das Wappen wurde am 5. Februar 1998 durch das Regierungspräsidium Magdeburg genehmigt.
Blasonierung: „Gespalten von Gold und Grün; vorn ein steigendes grünes Eichenblatt, hinten pfahlweise zwei goldene Pflugscharen, die Spitzen nach unten gekehrt.“
Die Farben der Gemeinde sind Gold (Gelb) und Grün.
Die Wappenfarben Grün und Gold ergeben sich aus dem alten Familienwappen der letzten Besitzer des Gasthofes in Rodersdorf. Sie widerspiegeln den ländlichen Charakter der Region. Die im Wappen enthaltenen Pflugscharen stehen symbolisch für die zwei über die Jahrhunderte vorherrschenden Güter in Rodersdorf, wovon eins ehemals zum Kloster Adersleben gehörte und das zweite ein Lehen war, mit wechselnden Besitzern. Das Eichenblatt symbolisiert die als erste durchgeführte Bepflanzung des Friedhofes im Ort. Die dort vorhandenen Eichen wurden in früher Zeit auch als Dickköpfe bzw. Stempelsymbole verwendet.